# Park Si-eun
Park Si-eun (hangul: 박시은: ur. 1 sierpnia 2001 w Seul), lepiej znana jako Sieun – południowokoreańska piosenkarka i aktorka, która zadebiutowała aktorsko w 2014 roku, a w 2018 roku zdobyła nagrodę SBS Drama Awards dla najlepszej młodej aktorki za rolę Woo Seo-ri w dramie „Still 17”. Od listopada 2020 roku jest także główną wokalistką grupy STAYC.

## Życiorys

### Wczesne życie i edukacja
Park Si-eun urodziła się 1 sierpnia 2001 roku w Seulu. Jako córka weterana koreańskiej sceny muzycznej Parka Nam-junga, który na scenie zadebiutował w 1988 roku. Si-eun uczęszczała do szkoły podstawowej Shin Yongsan w Seulu, z której przeniosła się do Sangmyeong, gdzie ukończyła również gimnazjum, następnie ukończyła szkołę średnią Goyang High School of Arts na wydziale aktorskim i Chung-Ang University College of Arts na kierunku teatralnym.

## Kariera

### Od 2014: Aktorstwo
W 2014 roku Si-eun zadebiutowała jako aktorka dziecięca w dramie „Pluto Secret Society”. Wystąpiła także w filmach „Oneul-Ui Yeon-Ae” i „Golden Slumber” oraz w dramach takich jak „Duma i uprzedzenie”, „Sygnał”, „Criminal Minds”, „Still 17” za rolę w tej dramie zdobyła nagrodę SBS Drama Awards dla najlepszej młodej aktorki, „Everything and Nothing” gdzie zagrała główną rolę i „Mystic Pop-up Bar”.
W 2017 roku podpisała ekskluzywny kontrakt jako aktorka i stażystka w JYP Entertainment, ale odeszła w 2019 roku po zamknięciu JYP Actors.

### Od 2020: Debiut w STAYC
8 września 2020 roku została ogłoszona pierwszą członkinią STAYC. Jej film prologowy został wydany 12 października.
12 listopada 2020 roku Sieun zadebiutowała jako liderka i główna wokalistka grupy STAYC, wydając z nią swój pierwszy single album Star To A Young Culture.
1 kwietnia 2023 roku członkinie STAYC ogłosiły za pośrednictwem Weverse Live, że grupa będzie miała nowy rotacyjny system przywództwa: inna członkini (lub członkinie) będzie liderką (liderami) po comebacku. Sieun, wraz z Seeun, jest jedną z dwóch obecnych liderek od 2 kwietnia 2023 roku.

## Filmografia

### Dramy
| Rok  | Tytuł                                 | Rola                  | Stacja telewizyjna |
| ---- | ------------------------------------- | --------------------- | ------------------ |
| 2014 | Pluto Secret Society                  | Jin Sun-mi            | EBS                |
| 2014 | Duma i uprzedzenie                    | młoda Han Yeol-mu     | MBC                |
| 2015 | Six Flying Dragons                    | młoda Yeon-hee        | SBS                |
| 2016 | Sygnał                                | Oh Eun-ji             | tvN                |
| 2016 | The Good Wife                         | Lee Seo-yeon          | tvN                |
| 2016 | Welcome to My Lab 2                   | Jenny                 | Tooniverse         |
| 2016 | The Gentlemen of Wolgyesu Tailor Shop | młoda Oh Young-eun    | KBS2               |
| 2017 | Queen for Seven Days                  | młoda Shin Chae-kyung | KBS2               |
| 2017 | Criminal Minds                        | Mo Ji-eun             | tvN                |
| 2017 | Rain or Shine                         | młoda Ha Moon-soo     | JTBC               |
| 2018 | Still 17                              | młoda Woo Seo-ri      | SBS                |
| 2019 | The Crowned Clown                     | Choi Kye-hwan         | tvN                |
| 2019 | Everything and Nothing                | An Seo-Yeon           | SBS                |
| 2020 | Mystic Pop-up Bar                     | młoda Wol-joo         | JTBC               |

### Filmy
| Rok  | Tytuł            | Rola           |
| ---- | ---------------- | -------------- |
| 2015 | Oneul-Ui Yeon-Ae | Kang Joon-hee  |
| 2018 | Golden Slumber   | Jeon Sun-young |

### Programy telewizyjne
| Rok  | Tytuł                        | Rola           | Uwagi         | Przy.  |
| ---- | ---------------------------- | -------------- | ------------- | ------ |
| 2012 | Star Junior Show Bungeoppang | Członek obsady |               | [ 12 ] |
| 2013 | The Unlimited Show           | Członek obsady | Sezon 4–5     | [ 13 ] |
| 2013 | Kids Are Life's Blessing     | Członek obsady |               | [ 14 ] |
| 2013 | Star Family Show             | Członek obsady |               | [ 15 ] |
| 2019 | King of Mask Singer          | Uczestniczka   | 101 generacja | [ 16 ] |

### Gospodarz programu
| Rok  | Tytół                   | Rola         | Uwagi                         | Przy.  |
| ---- | ----------------------- | ------------ | ----------------------------- | ------ |
| 2016 | Inkigayo                | Specjalna MC | z Jackson Wang i Lee Hong-bin | [ 17 ] |
| 2021 | Inkigayo                | Specjalna MC | z Sungchan i Jihoon           | [ 18 ] |
| 2022 | Gaon Chart Music Awards | MC           | z Doyoung i Jaejae            | [ 19 ] |
| 2023 | Show! Music Core        | Specjalna MC | with Jungwoo                  | [ 19 ] |

## Nagrody i nominacje
| Rok  | Ceremonia        | Kategoria               | Nominowane prace     | Rezultat  | Przy.  |
| ---- | ---------------- | ----------------------- | -------------------- | --------- | ------ |
| 2017 | KBS Drama Awards | Najlepsza Młoda Aktorka | Queen for Seven Days | Nominacja | [ 20 ] |
| 2018 | SBS Drama Awards | Najlepsza Młoda Aktorka | Still 17             | Wygrana   | [ 1 ]  |